# Lijst van Huttoniidae
Deze pagina beschrijft alle soorten spinnen uit de familie der Huttoniidae.

## Huttonia
Huttonia O. Pickard-Cambridge, 1879
- Huttonia palpimanoides O. Pickard-Cambridge, 1879